# Stade d’Honneur (Oujda)
Das Stade d’Honneur  (arabisch الملعب الشرفي, voller Name: Stade d'Honneur d'Oujda) ist ein Fußballstadion mit Leichtathletikanlage in der marokkanischen Stadt Oujda, Region Oriental, im Nordosten des Landes an der Grenze zu Algerien. Die 1976 oder 1977 eröffnete Anlage mit Kunstrasenspielfeld (seit 2007) bietet 35.000 Plätze und ist die Heimspielstätte des Fußballclubs Mouloudia d’Oujda.
Am 20. Februar 2019 wurde das Stadion beim Spiel Mouloudia d’Oujda gegen Renaissance Sportive de Berkane von Hooligans verwüstet. Es wurden Stücke aus dem Rasen gerissen, die Tribünen und die Tore beschädigt. Insgesamt wurden 48 Personen festgenommen. Der Fußballverband Fédération Royale Marocaine de Football bestrafte Mouloudia d’Oujda mit fünf Heimspielen in einem anderen Stadion und 85.000 MAD (etwa 7.800 Euro) Geldstrafe. Auch die Kosten der Schäden von 670.000 MAD (rund 61.400 Euro) musste Mouloudia d’Oujda tragen. Der Gegner wurde zu zwei Heimpartien außerhalb ihres Stadions verurteilt. Hinzu kamen 10.000 MAD (ca. 915 Euro) Strafe.